# Gytis Paulauskas
Gytis Paulauskas (Vilna, 27 de septiembre de 1999) es un futbolista lituano que juega en la demarcación de delantero para el MFK Zemplín Michalovce de la Superliga de Eslovaquia.

## Selección nacional
Después de jugar en la selección de fútbol sub-21 de Lituania, finalmente hizo su debut con la selección absoluta el 7 de octubre de 2020 en un encuentro amistoso contra Estonia que finalizó con un resultado de 1-3 a favor del combinado lituano tras el gol de Pavel Marin para Estonia, y de Gratas Sirgedas y un doblete de Arvydas Novikovas para Lituania.

## Clubes
| Club                         | País       | Año       | Partidos | Goles |
| ---------------------------- | ---------- | --------- | -------- | ----- |
| FK Žalgiris "B"              | Lituania   | 2017      | 1        | 0     |
| FC Vilniaus Vytis            | Lituania   | 2017-2020 | 52       | 7     |
| FK Riteriai "B"              | Lituania   | 2020      | 6        | 3     |
| FK Riteriai                  | Lituania   | 2020-2022 | 85       | 17    |
| K. S. Egnatia                | Albania    | 2023-2024 | 47       | 6     |
| F. C. Kolos Kovalivka        | Ucrania    | 2024-2025 | 22       | 1     |
| F. C. Dinamo Batumi (cedido) | Georgia    | 2025      | 15       | 4     |
| MFK Zemplín Michalovce       | Eslovaquia | 2025-     | 0        | 0     |

## Palmarés

### Títulos nacionales
| Título          | Club          | País    | Año  |
| --------------- | ------------- | ------- | ---- |
| Copa de Albania | K. S. Egnatia | Albania | 2023 |